# Hochwang (Lenningen)
Hochwang ist ein ab 1952 neu erbauter Ortsteil der Gemeinde Lenningen im Landkreis Esslingen in Baden-Württemberg. 

## Geographie
Der Ort liegt auf der Hochfläche der Schwäbischen Alb, Luftlinie rund zwei km westlich von Lenningen.

## Geschichte
Nach dem Zweiten Weltkrieg war das Lenninger Tal Zufluchtsgebiet für Heimatvertriebene und Flüchtlinge aus den ehemaligen deutschen Ostgebieten (ehemalige Tschechoslowakei, ehemaliges Jugoslawien, Ungarn). Diese wurden bei einheimischen Familien kurzfristig als Übergangslösung einquartiert. Eine Ansiedlung der Vertriebenen durch Wohnungsbauprojekte im Lenninger Tal war nicht möglich, ohne die Landschaft völlig zuzubauen. Der Industrie des Tales kam dieser Zustrom von Arbeitskräften aber gar nicht so ungelegen und deshalb machte man sich 1951 im Haus der Papierfabrik Scheufelen ernsthafte Gedanken über den Bau einer Wohnsiedlung für diese Menschen. Karl Bauer, der Betriebsratsvorsitzende der Papierfabrik, hatte dann die entscheidende Idee: Die Gemeinde Oberlenningen sollte der Gemeinde Erkenbrechtsweiler ein Grundstück im Gewann Auchtert abkaufen, welches an die Oberlenninger Markung angrenzt, aber auf der Albhochfläche liegt. Dort wollte man den Plan einer Wohnsiedlung verwirklichen.
Um eine gute Ausgangsposition für die Verhandlungen mit Erkenbrechtsweiler im Hinblick auf den Kauf des Grundstücks zu haben, plante man zuerst den Bau einer Straße von Oberlenningen nach Hochwang. Der Plan ging auf und Klaus Scheufelen (Geschäftsführer der Papierfabrik) und Karl Bauer erwarben das gewünschte Grundstück. Als dann auch noch die letzte Hürde, die Wasserversorgung für die neue Wohnsiedlung, überwunden war, konnte mit der Planung begonnen werden.
Nach Auswertung eines Wettbewerbs für den Bebauungsplan und für die Entwürfe der Siedlungshäuser konnte mit dem Bauen begonnen werden. Die Verwirklichung der Pläne wurde einer selbstgegründeten Genossenschaft übertragen, deren Büro mit Personal- und Verwaltungsaufwand von der Papierfabrik übernommen wurde. Die Heimbau-Genossenschaft Lenninger Tal eGmbH bestand nur aus ehrenamtlichen Mitarbeitern und die Bauherren wurden dadurch finanziell nicht belastet.
Für die Straßentrasse nach Hochwang wurden 250 Höhenmeter überwunden und 100.000 Kubikmeter Erde und Fels von über 100 arbeitslosen Arbeitern innerhalb von zweieinhalb Jahren abgetragen. 1954 fuhren die ersten Fahrzeuge über die neue Straße nach Hochwang. Der Wohnungsbau begann im September 1952, knapp zwei Monate darauf wurde schon das erste Richtfest gefeiert und nicht ganz ein Jahr später konnte die erste Familie einziehen. Bis zur Verschmelzung der Heimbau-Genossenschaft Lenninger Tal eGmbH mit der Kreisbaugenossenschaft Nürtingen im Jahre 1972 wurden 184 Häuser mit 312 Wohnungen, 62 Garagen und 3 gewerbliche Einrichtungen aus dem Boden gestampft, für eine Gesamtabrechnungssumme von knapp 9,2 Mio. DM (4,7 Mio. €). Die Bevölkerung Hochwangs bestand zum damaligen Zeitpunkt zu einem Drittel aus Einheimischen und zu zwei Dritteln aus Heimatvertriebenen. Positiv zum guten Zusammenleben beigetragen haben die Gründung von Fußball-, Ski- und Musikverein und der frühe Bau eines Kindergartens, einer Schule, der Kirche und einer Rathausnebenstelle.

## Wirtschaft und Infrastruktur

### Verkehr
Die 1952 neu erbaute Kreisstraße 1264, die Erkenbrechtsweiler mit Unterlenningen verbindet, führt durch Hochwang.

### Öffentliche Einrichtungen
In Hochwang gibt es einen Kindergarten. Die Grundschüler besuchen inzwischen gemeinsam mit Erkenbrechtsweiler die dortige Schule.